# Рио-Саличето
Рио-Саличето (итал. Rio Saliceto) —  коммуна в Италии, в провинции Реджо-нель-Эмилия области Эмилия-Романья.
Население составляет 5736 человек (на 2005 г.), плотность населения составляет 254 чел./км². Занимает площадь 22,56 км². Почтовый индекс — 42010. Телефонный код — 0522.
Покровителем коммуны почитается святой Георгий, празднование 23 апреля.